# Aero Club Milano
Aero Club Milano, krajše ACM, je velik Italijanski motorni aeroklub, ki deluje na letališču Bresso (italijansko: Aeroporto di Bresso) ICAO: LIMB, tik pred Milanom. Ustanovili so ga 13. septembra 1926. Temeljna dejavnost ACM je letalska šola, ki usposablja za vse nivoje, od licence športnega pilota (PPL) do licence prometnega pilota (ATPL). Imajo tudi svoj letalski servis in organizacijo za vodenje stalne plovnosti CAMO. Flota Aero Cluba Milano je opremljena z letali splošnega letalstva.

## Letališče
Letališka steza LIMB je dolga 1.080 metrov (3.540 ft) in široka 30 metrov (98 ft). Ima magnetno orientacijo 36/18, leži 4.3NM od centra mesta. Letališče je v G zračnem prostoru. Na letališču je na voljo: AVGAS 100LL in JET A-1. Kontakt ARO Linate: (+39) 02 71 02 00 19. Za pristanek in odhod iz letališča je obvezen PNR (ang. Prior Notification Required) Bresso Radio +39 02 66 50 8616 3h pred ETA, ETD za zrakoplove znotraj Schengenskega območja 12h pred ETA, ETD za zrakoplove EU, ki niso v Schengenskem območju. 
Frekvence: 
- Bresso Radio 122.005 Mhz
- Milano Information 124.925 Mhz
- Linate Tower 118.100 Mhz
- Milano Radar 126.300/126.750 Mhz

## Flota
Trenutno ima flota 22 letal in simulator letenja ALSIM AL250.
| Letalo                 | reg. št. | Izvor    | Opomba |
| ---------------------- | -------- | -------- | ------ |
| Cessna 172M Skyhawk    | I-ALEW   | ZDA      |        |
| Cessna 172M Skyhawk    | I-CCAR   | ZDA      |        |
| Cessna 172M Skyhawk    | I-GUGU   | ZDA      |        |
| Cessna 172M Skyhawk    | I-MILB   | ZDA      |        |
| Cessna 172M Skyhawk    | I-TOSY   | ZDA      |        |
| Cessna 172M Skyhawk    | I-UDDY   | ZDA      |        |
| Cessna 172SP-G1000 IFR | I-BOBB   | ZDA      |        |
| Cessna 172SP-G1000 IFR | I-BUGY   | ZDA      |        |
| Cessna 182N            | I-STAF   | ZDA      |        |
| Piper J-3 Cub -65      | I-MALU   | ZDA      |        |
| Piper PA-28 161        | I-TOND   | ZDA      |        |
| Piper PA-28 180        | I-HCNM   | ZDA      |        |
| Piper PA-28R 181       | I-PASC   | ZDA      |        |
| Piper PA-28R 201       | I-GUYD   | ZDA      |        |
| Piper PA-28R 201       | I-MAPE   | ZDA      |        |
| Piper PA-28 236 Dakota | I-LIMB   | ZDA      |        |
| Piper PA-34 Seneca     | I-TITT   | ZDA      |        |
| Mudry CAP 10           | I-IZAL   | Francija |        |
| Mudry CAP 21           | I-CILL   | Francija |        |
| Tecnam P2008           | I-BSAL   | Italija  |        |
| Tecnam P2008           | I-NRGY   | Italija  |        |

## Zgodovina
Zgodovina Aero Cluba Milano (akronim ACM) se je začela 13. septembra 1926 zvečer, ko so nekateri člani milanskega avtomobilskega kluba z aklamacijo izvolili Manilla Zerbinatija za svojega prvega predsednika. Leta 1929 se je Aeroklub preimenoval v Aeroklub Milano "Emilio Pensuti", ime pa je obdržal do konca druge svetovne vojne. ACM je bil promotor akrobatskih poletov, zračnih dni in racij, kakršnega je poleti 1932 izvedla slavna Gaby Angelini, preimenovana v Little Gaby, potem ko je v 25 dneh opravila evropsko »turnejo« in se ustavila v različna mesta stare celine.
Prvi sedež Aero Cluba Milano je bil Campovolo di Taliedo. Leta 1937 je Campovolo di Taliedo izpodrinilo letališče Linate, zgrajeno v neposredni bližini, zato je Aero Club Milano tja preselil svoj sedež in zgradil namensko stavbo s pisarnami, restavracijo in sejnimi sobami.
Med drugo svetovno vojno je bila vsa infrastruktura z letali Aerokluba Milano uničena. Vendar pa se je dejavnost znova začela zahvaljujoč zavzetosti partnerjev, ki so kupili tri letala Piper J-3 Cub, ki so jih našli na polju vojnih rezerv blizu Neaplja, kupili so jih za milijon in štiristo tisoč lir: I-MALA, I-MALO in I -MALU, slednji je še vedno prisoten v floti. Takoj po vojni je bila odrejena prepoved civilnih letov: klub je ostal dejaven z organizacijo mednarodne letalske razstave. Ob ponovni vzpostavitvi poletov klub organizira Giornate della Madonnina.
Leta 1960 je letališče Linate zapustil Aero Club Milano, ki je medtem močno razširil svojo komercialno dejavnost, letališču dal svoje prostore in celo turistično stezo, zgrajeno s subvencijami svojih članov. Kot odškodnino mu je bilo dodeljeno letališče Bresso LIMB, ki se ne uporablja več v vojaške namene in je bilo v vsakem primeru namenjeno letalskim dejavnostim z zapuščino italijanski državi z obveznostjo, da ohrani svoj cilj.
Leta 1965 so asfaltno vzletno-pristajalno stezo združili s travnato in tako omogočili letenje tudi v zimski sezoni. Dejavnost na letališču je bila prekinjena leta 2011 ob obisku papeža Benedikta XVI. ob svetovnem srečanju družin. Leta 2019 aeroklub skrbi za organizacijo letalskega mitinga ob ponovnem odprtju letališča Milano-Linate.